# Präsidentschaftswahl in Polen 2000
Die Präsidentschaftswahl in Polen 2000 war die Volkswahl des polnischen Staatsoberhaupts am 8. Oktober 2000. Bereits in der ersten Wahlrunde erreichte der Amtsinhaber Aleksander Kwaśniewski die notwendige Mehrheit und wurde für eine fünfjährige Amtszeit als Präsident der Republik Polen bestätigt.

## Hintergrund
Die fünfjährige Amtszeit des am 19. November 1995 gewählten Präsidenten Kwaśniewski begann am 23. Dezember 1995 und sollte am 23. Dezember 2000 ablaufen. Entsprechend der Verfassung rief der Sejmmarschall Maciej Płażyński die Volkswahl für den 8. Oktober 2000 aus. Die Wahlregeln basierten bereits auf der gegenwärtig geltenden Verfassung von 1997. Mit dem aktiven Wahlrecht waren alle bei den Parlamentswahlen wahlberechtigten Bürger ausgestattet und mit dem passiven Wahlrecht diejenigen, die außerdem bis zum Tag der Wahl 35 Lebensjahre vollendet haben. Die Wahlvorschläge mussten eine schriftliche Unterstützung von mindestens einhunderttausend wahlberechtigten Bürgern vorweisen. Sollte am ersten Wahltag kein Kandidat über die notwendige Mehrheit von über 50 % der gültig abgegebenen Stimmen verfügt haben, müsste eine zweite Wahlrunde ausgerufen werden, die zwei Wochen nach dem ersten Wahltag stattfinden sollte. Zu dieser wären die beiden Kandidaten zugelassen, die in der ersten Wahlrunde die meisten Stimmen erhalten haben (Stichwahl). Die Feststellung der Gültigkeit der Wahl oblag dem Obersten Gericht und die Vereidigung des Präsidenten der Nationalversammlung.
Da der Amtsinhaber einmal wiedergewählt werden kann, durfte er sich zur Wahl stellen und galt als klarer Favorit.

## Kandidaten

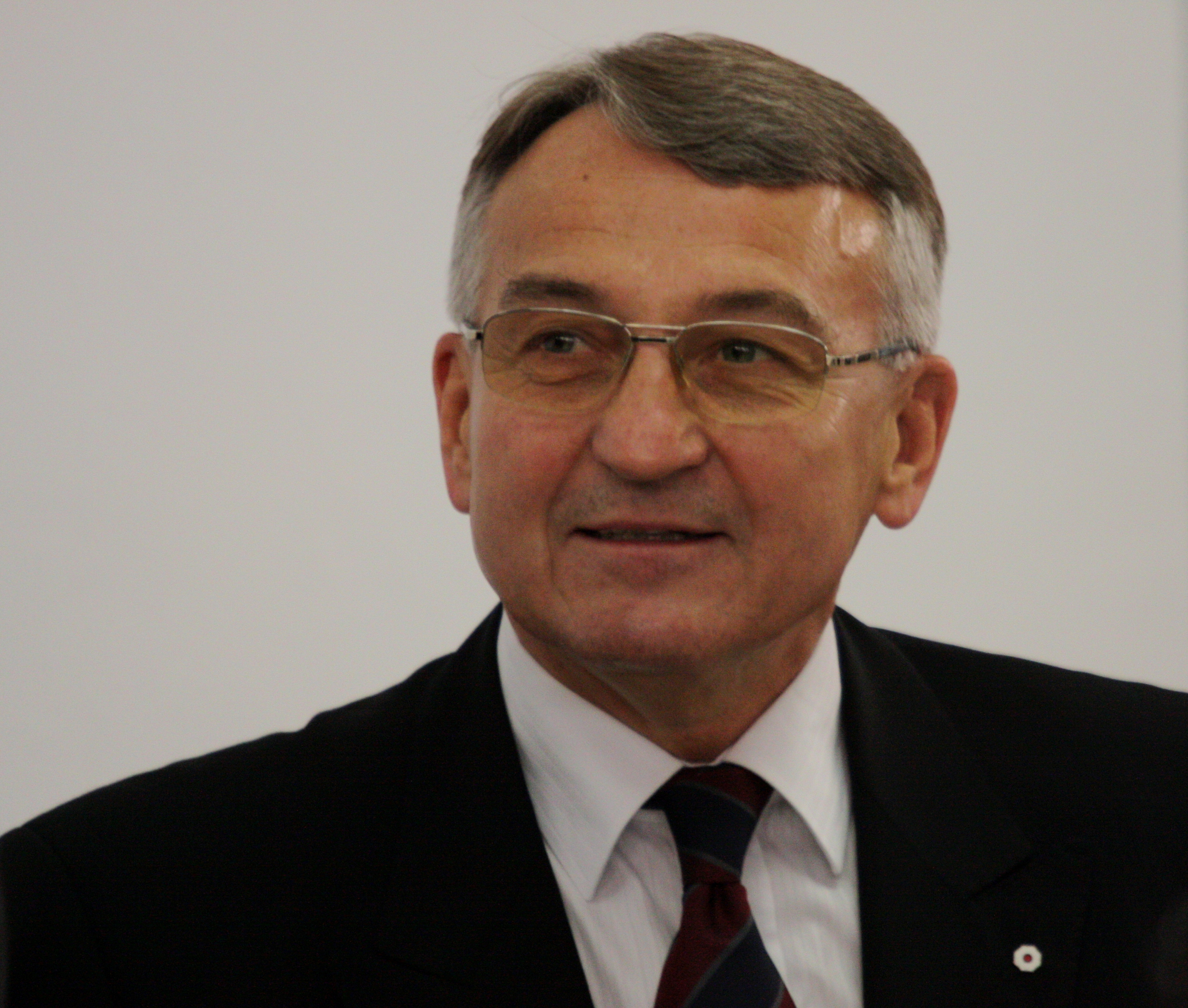
Dariusz M. Grabowski
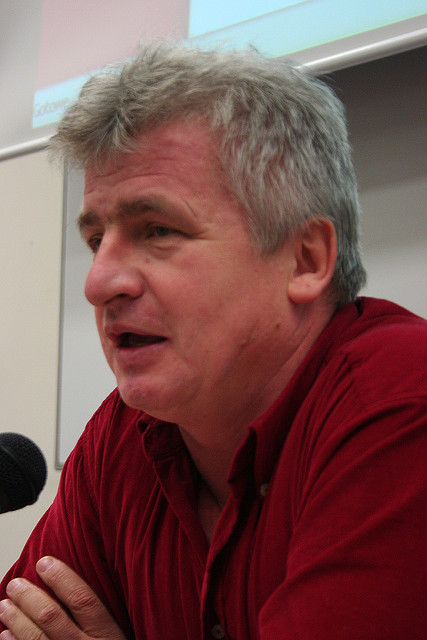
Piotr Ikonowicz
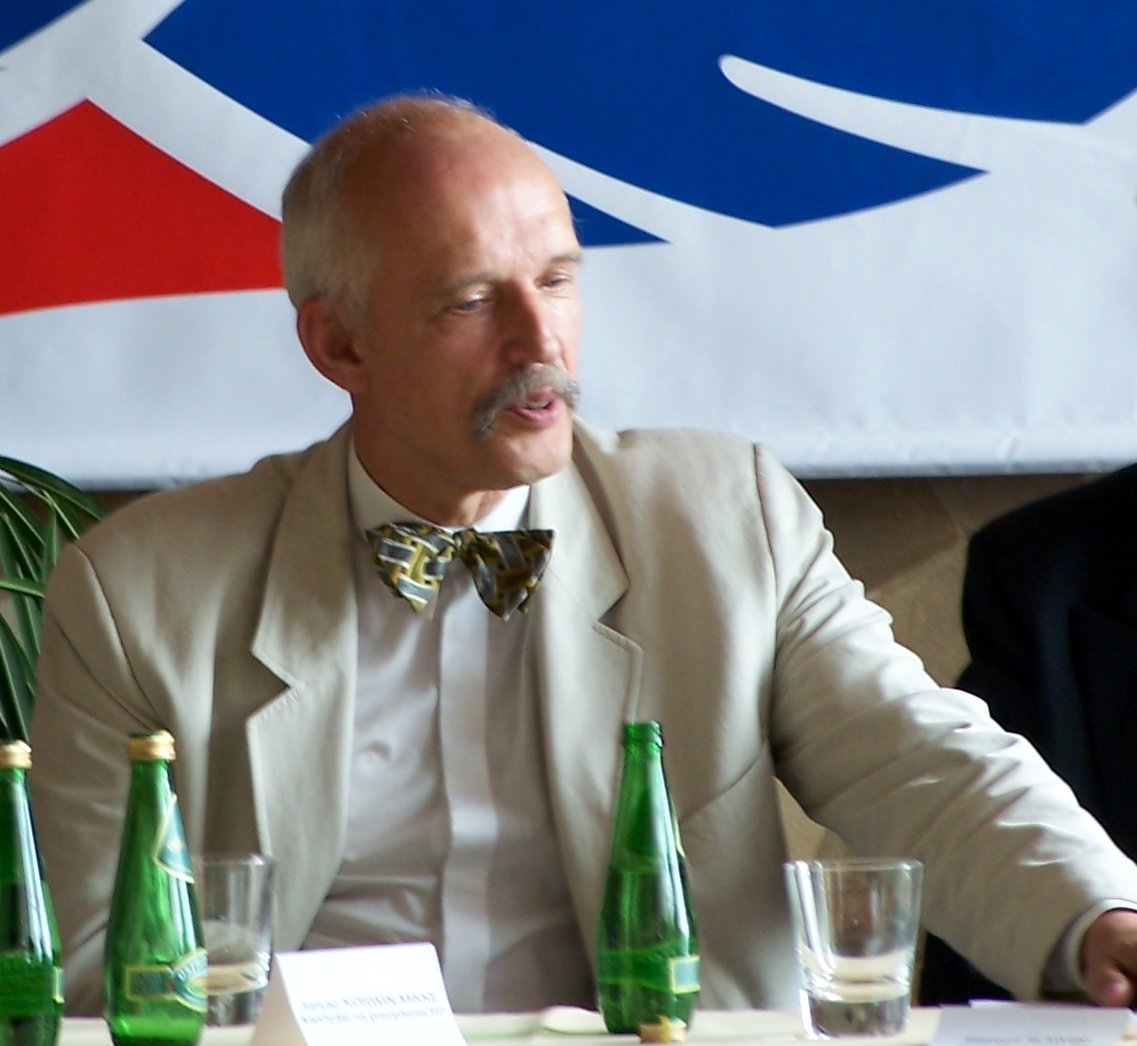
Janusz Korwin-Mikke
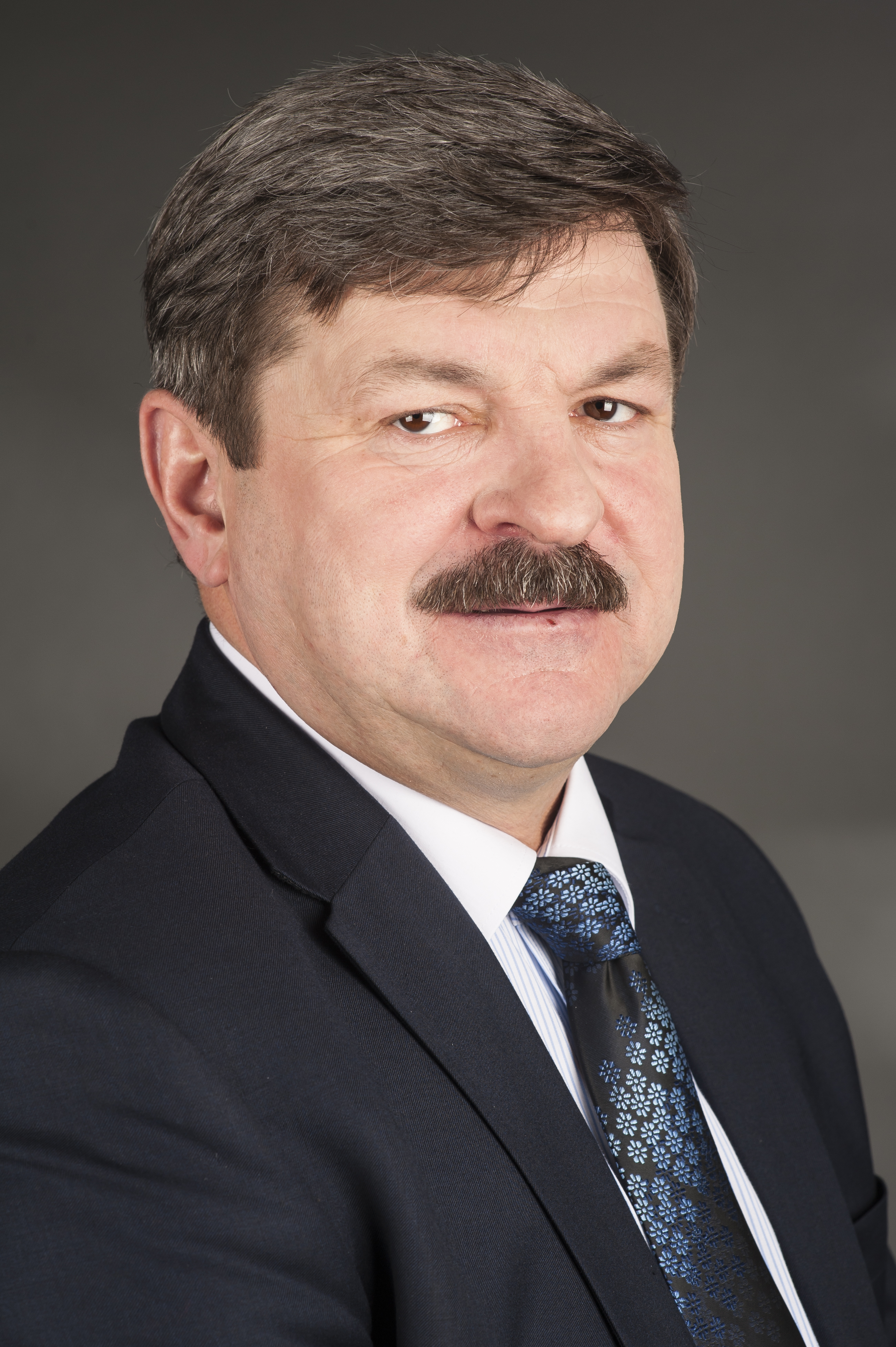
Jarosław Kalinowski
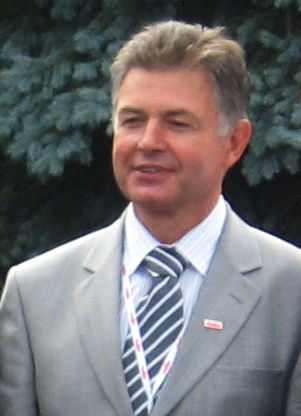
Marian Krzaklewski
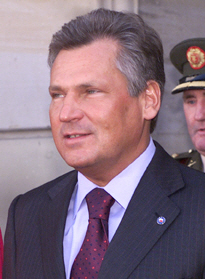
Aleksander Kwaśniewski
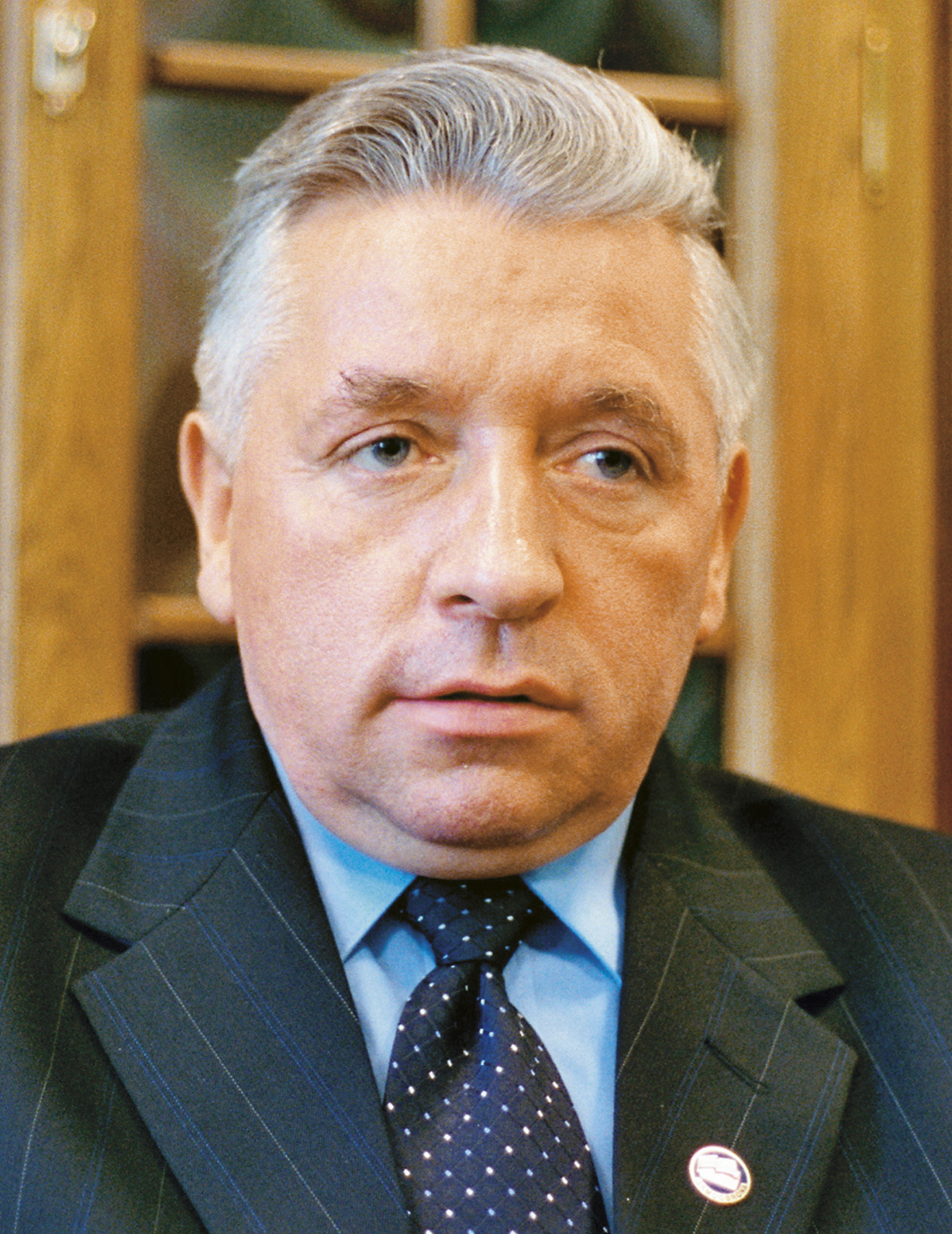
Andrzej Lepper
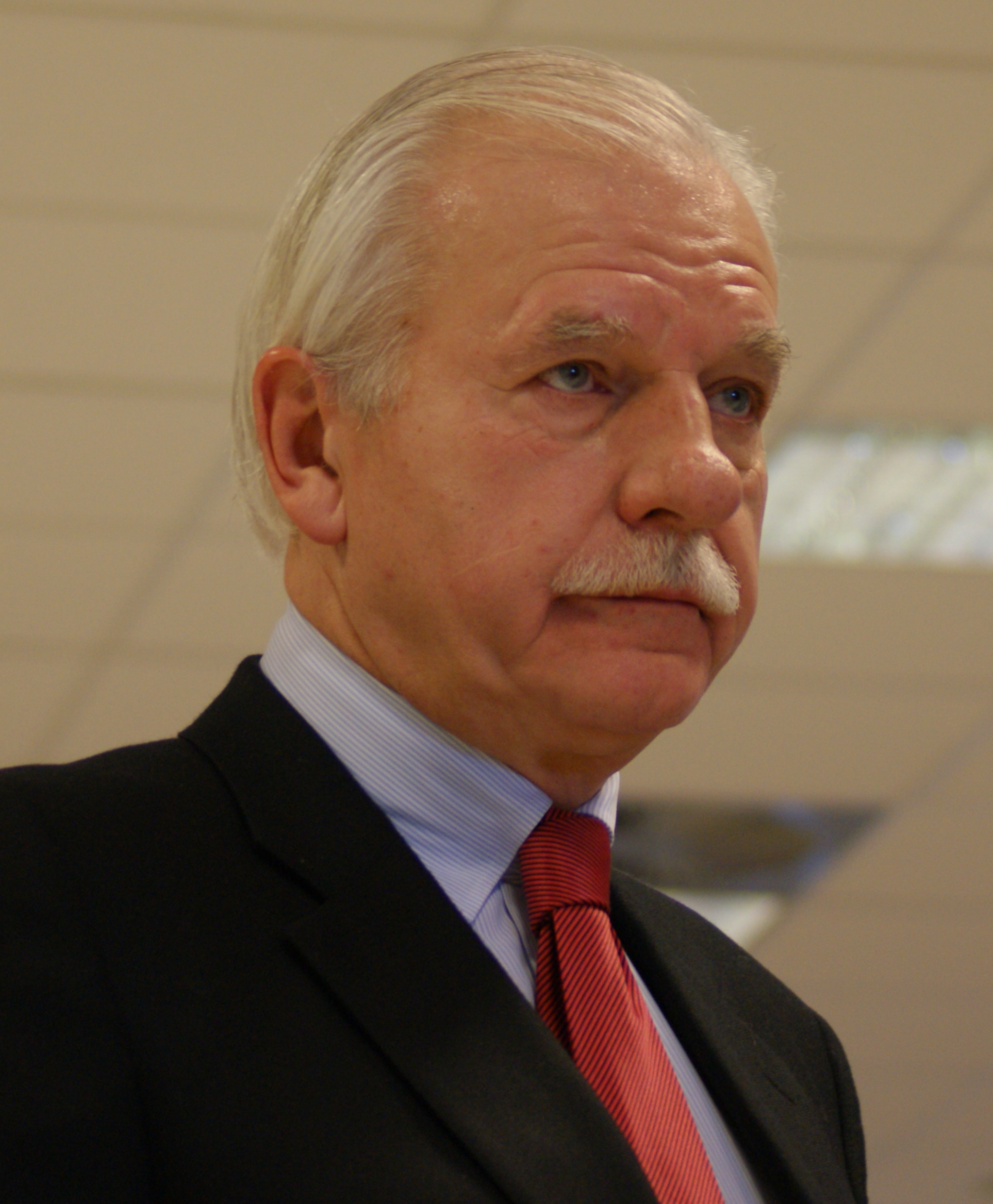
Andrzej M. Olechowski
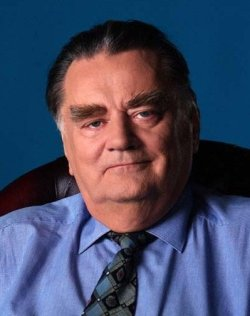
Jan F. Olszewski
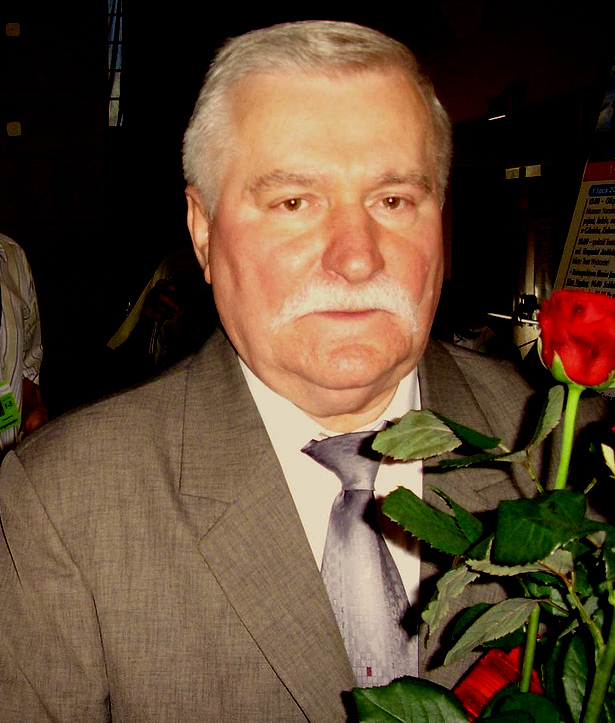
Lech Wałęsa

Folgende Kandidaten konnten in der angesetzten Frist 100.000 Unterschriften der Wahlberechtigten vorweisen und durften nach der Verifizierung dieser durch den Wahlausschuss an der ersten Wahlrunde teilnehmen:
- Dariusz Maciej Grabowski (* 1950) – promovierter Wirtschaftswissenschaftler, Sejm-Abgeordneter (seit 1997), Unternehmer, unterstützt durch die konservative „Polnische Staatsraison“
- Piotr Ikonowicz (* 1956) – Jurist, Journalist, Vorsitzender der Polnischen Sozialistischen Partei (seit 1987), Sejm-Abgeordneter (seit 1993), ehemaliger Oppositioneller
- Jarosław Kalinowski (* 1962) – Diplom-Tierzüchter, Vorsitzender der Polnischen Bauernpartei (seit 1997), Sejm-Abgeordneter (seit 1993), ehemaliger Landwirtschaftsminister (1997)
- Janusz Korwin-Mikke (* 1942) – Philosoph, Kolumnist, libertärer Politiker (Union für Realpolitik)
- Marian Krzaklewski (* 1950) – promovierter Informatiker, Hochschullehrer, Gewerkschaftsführer, Vorsitzender der Gewerkschaft „Solidarność“ (seit 1990) und der Wahlaktion „Solidarność“ (seit 1996)
- Aleksander Kwaśniewski (* 1954) – Volkswirt (ohne Diplomabschluss), amtierender Präsident der Republik Polen, ehemaliger Parteivorsitzender der Sozialdemokratie der Republik Polen (1990–1995), ehemaliges Mitglied der PVAP (1977–1990), Aktivist und zeitweise Vorsitzender der Parteijugendorganisation
- Andrzej Lepper (1954–2011) – Landwirt, Unternehmer, Vorsitzender der Gewerkschaft „Selbstverteidigung“ (seit 1992) und der gleichnamigen Partei, ehemaliges Mitglied der PVAP (1978–1980)
- Jan Łopuszański (* 1955) – Jurist, Sejm-Abgeordneter (1989–1993 und seit 1997), Vorsitzender der klerikal-konservativen „Polnischen Eintracht“ (seit 1999), ehemaliger Berater der Gewerkschaft „Solidarność“, ehemaliger Oppositioneller
- Andrzej Marian Olechowski (* 1947) – promovierter Wirtschaftswissenschaftler, ehemaliger Außenminister (1993–1995), ehemaliger Finanzminister (1992), ehemaliger Berater der sozialistischen Regierung (1989), ehemaliger Radio-DJ, unabhängiger Kandidat mit Unterstützung der Konservativ-Völkische Partei
- Jan Ferdynand Olszewski (1930–2019) – Jurist, Rechtsanwalt, Vorsitzender der konservativen Bewegung für den Wiederaufbau Polens (seit 1995), ehemaliger Oppositioneller, ehemaliger Ministerpräsident (1991–1992), Freimaurer
- Bogdan Pawłowski (* 1945) – Sportwissenschaftler, Bauunternehmer, ehemaliges Mitglied der PVAP (1968–1974)
- Lech Wałęsa (* 1943) – Elektriker, Vorsitzender der „Christdemokratie der 3. Polnischen Republik“ (seit 1997), ehemaliger Präsident der Republik Polen (1990–1995), ehemaliger Vorsitzender der Gewerkschaft „Solidarność“ (1980–1990) und Oppositioneller, Friedensnobelpreisträger (1983)
- Tadeusz Adam Wilecki geb. Wałach (* 1945) – General der Waffe a. D., ehemaliger Generalstabschef (1992–1997), unterstützt durch die National-Demokratische Partei

Von den insgesamt dreizehn zugelassenen Kandidaten hatte Jan Ferdynand Olszewski noch vor dem ersten Wahlgang auf die Kandidatur verzichtet und empfahl seinen Unterstützern Marian Krzaklewski.

## Wahlergebnis

Stimmmehrheiten nach Powiats im ersten Wahlgang

| Kandidaten             | Kandidaten             | Parteien                            | Stimmen    | %    |
| ---------------------- | ---------------------- | ----------------------------------- | ---------- | ---- |
|                        | Aleksander Kwaśniewski | Sojusz Lewicy Demokratycznej        | 9.485.224  | 53,9 |
|                        | Andrzej Olechowski     | Stronnictwo Konserwatywno-Ludowe    | 3.044.141  | 17,3 |
|                        | Marian Krzaklewski     | Akcja Wyborcza Solidarność          | 2.739.621  | 15,6 |
|                        | Jarosław Kalinowski    | Polskie Stronnictwo Ludowe          | 1.047.949  | 6,0  |
|                        | Andrzej Lepper         | Samoobrona Rzeczpospolitej Polskiej | 537.570    | 3,1  |
|                        | Janusz Korwin-Mikke    | Unia Polityki Realnej               | 252.499    | 1,4  |
|                        | Lech Wałęsa            | Chrześcijańska Demokracja           | 178.590    | 1,0  |
|                        | Jan Łopuszański        | Porozumienie Polskie                | 139.682    | 0,8  |
|                        | Dariusz Grabowski      | Stronnictwo Polska Racja Stanu      | 89.002     | 0,5  |
|                        | Piotr Ikonowicz        | Polnische Sozialistische Partei     | 38.672     | 0,2  |
|                        | Tadeusz Wilecki        | Stronnictwo Narodowe                | 28.805     | 0,2  |
|                        | Bogdan Pawłowski       | Parteilos                           | 17.164     | 0,1  |
| Gesamt                 | Gesamt                 | Gesamt                              | 17.598.919 | 100  |
|                        |                        |                                     |            |      |
| Ungültige Stimmen      | Ungültige Stimmen      | Ungültige Stimmen                   | 190.312    | 1,1  |
| Wähler                 | Wähler                 | Wähler                              | 17.789.231 | 61,1 |
| Wahlberechtigte        | Wahlberechtigte        | Wahlberechtigte                     | 29.122.304 |      |
|                        |                        |                                     |            |      |
| Quelle: Dziennik Ustaw |                        |                                     |            |      |

## Nach der Wahl
Am 6. November 2000 stellte das Oberste Gericht die Gültigkeit der Wahl am 8. Oktober fest, da die zwei festgestellten Unregelmäßigkeiten nur eine geringe Anzahl der Wahlberechtigten betreffen könnten. Damit war der Weg für die Vereidigung des Präsidenten Kwaśniewski auf eine zweite Amtszeit offen. Diese, gefolgt von einer Ansprache des Präsidenten, erfolgte vor der Nationalversammlung am 23. Dezember 2000.
Das unerwartet gute Wahlergebnis des zweitplatzierten unabhängigen Kandidaten Andrzej Olechowski veranlasste ihn dazu, im Januar 2001 mit Maciej Płażyński und Donald Tusk die Platforma Obywatelska zu gründen.